# ハーモニカガン

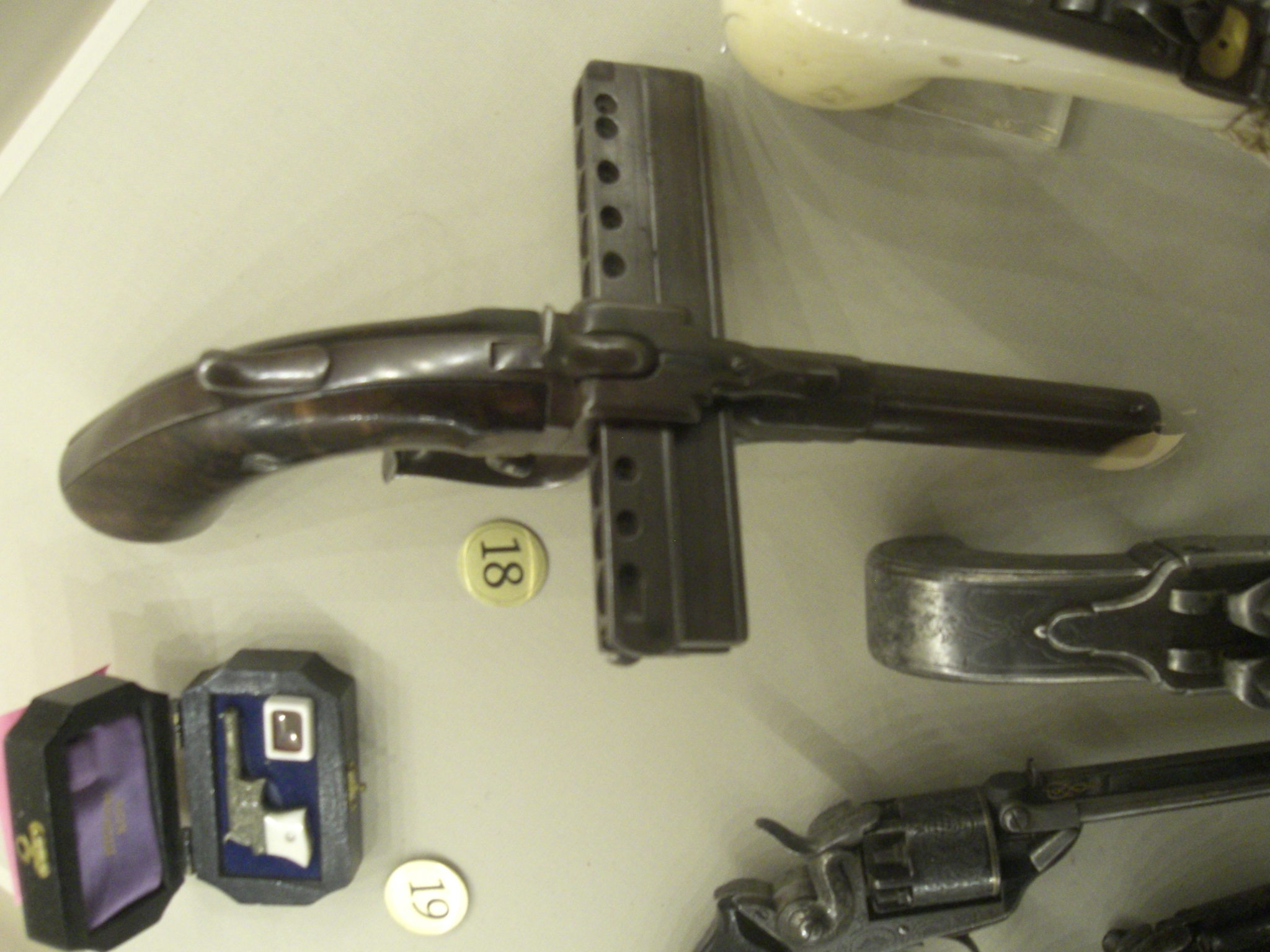
10発射撃可能なハーモニカガン。アメリカ銃器博物館の所蔵品。

ハーモニカガン（英語: Harmonica gun）またはスライドガン（英語: Slide gun）とは、銃の一形態である。これは鋼製スライドを装備する後装式の銃である。スライドにはいくつかの薬室が穿孔されており、これらに弾丸と火薬が装填される。多くのハーモニカガンはパーカッション・キャップを用いる銃であるが、いくつかの銃の例では圧搾空気を使った設計が存在している。パーカッション・キャップを装着する銃では、それぞれの薬室に個別に雷管や火薬、弾丸が充填されている。スライドは作動機構の開口部にはめ込まれ、カムロックの解放により移動させることができる。スライドの移動は手動による。
リボルバーと比べ、特にパーカッションではチェーンファイア（発砲炎が隣の薬室に吹き戻り、火薬に引火して暴発する）がいくらか生じにくい、フレーム開口面積が小さく強度的に有利、理屈上は装弾数を無限に増やせるメリットはあるものの、重量増に加えて重心の左右移動が大きい構造的に限度があるし、ホルスターへの収納性が劣悪といった問題の方が優った。また薬室の自動スライド機構も、リボルバーなら中心軸部の数ミリ程度の送り量で済むが、ハーモニカガンは2センチ程度にもなり実用的な機構が開発されるより前に廃れてしまった。
ハーモニカガンの最も有名な製造業者は、ジョン・モーゼス・ブローニングの実父であるジョナサン・ブローニングである。1834年、彼はイリノイ州のクインシーにおいて、ハーモニカガンや、それよりは一般的なリボルバー型式のライフルを作り始めた。